# Klungkung (Kecamatan)
Klungkung ist ein indonesischer Distrikt (Kecamatan) im balinesischen Regierungsbezirk Klungkung. Er grenzt im Westen an den Kecamatan Banjarangkan, im Norden an den Kecamatan Rendang, im Nordosten an den Kecamatan Sidemen (beide vom Kab. Karangasem) und im Südosten an den Kecamatan Dawan. Im Süden bildet eine etwa vier Kilometer lange Küstenlinie zur Balisee eine natürliche Grenze.
Der Distrikt gliedert sich in 12 Dörfer ländlichen Typs (Desa) sowie 6 Dörfer städtischen Typs (Kelurahan).

## Verwaltungsgliederung
| Kode PUM 1    | Dorf 2                     | Fläche (km²) Ende 2021 | Einwohner Census 2010 | Einwohner Census 2020 | Einwohner Ende 2021 | Dichte Einw. pro km² |
| ------------- | -------------------------- | ---------------------- | --------------------- | --------------------- | ------------------- | -------------------- |
| 51.05.03.2001 | Satra                      | 9,17                   | 1.335                 | 1.625                 | 1.453               | 158,45               |
| 51.05.03.2002 | Tojan                      | 1,63                   | 2.657                 | 3.182                 | 3.126               | 1.917,79             |
| 51.05.03.2003 | Gelgel                     | 4,52                   | 4.766                 | 5.338                 | 5.106               | 1.129,65             |
| 51.05.03.2004 | Kampung Gelgel             | 0,08                   | 1.110                 | 1.221                 | 1.218               | 15.225,00            |
| 51.05.03.2005 | Jumpai                     | 1,12                   | 1.571                 | 1.988                 | 1.985               | 1.772,32             |
| 51.05.03.2006 | Tangkas                    | 2,88                   | 2.367                 | 2.865                 | 3.362               | 1.167,36             |
| 51.05.03.2007 | Kamasan                    | 0,80                   | 4.079                 | 4.648                 | 4.330               | 5.412,50             |
| 51.05.03.1008 | Semarapura Kaja            | 0,68                   | 2.078                 | 2.301                 | 2.413               | 3.548,53             |
| 51.05.03.1009 | Semarapura Kauh            | 1,39                   | 2.107                 | 2.244                 | 2.434               | 1.751,08             |
| 51.05.03.1010 | Semarapura Tengah          | 0,68                   | 3.720                 | 4.075                 | 4.363               | 6.416,18             |
| 51.05.03.1011 | Semarapura Kangin          | 0,90                   | 3.678                 | 3.806                 | 4.268               | 4.742,22             |
| 51.05.03.1012 | Semarapura Kelod Kangin000 | 0,71                   | 5.670                 | 7.262                 | 7.183               | 10.116,90            |
| 51.05.03.1013 | Semarapura Kelod           | 1,12                   | 5.360                 | 6.104                 | 5.819               | 5.195,54             |
| 51.05.03.2014 | Akah                       | 2,89                   | 4.556                 | 5.327                 | 5.830               | 2.017,30             |
| 51.05.03.2015 | Manduang                   | 1,54                   | 1.832                 | 2.174                 | 1.955               | 1.269,48             |
| 51.05.03.2016 | Selat                      | 5,59                   | 4.226                 | 5.018                 | 4.995               | 893,56               |
| 51.05.03.2017 | Tegak                      | 1,59                   | 3.122                 | 3.821                 | 4.166               | 2.620,13             |
| 51.05.03.2018 | Selisihan                  | 1,75                   | 907                   | 1.236                 | 1.267               | 724,00               |
| 51.05.03      | Kec. Klungkung             | 31,37                  | 55.141                | 64.235                | 65.273              | 2.080,75             |
Ergebnisse aus Zählung:
2010 und 2020, Fortschreibung (Datenstand: Ende 2021)

## Bevölkerung

### Bevölkerungsentwicklung der letzten drei Halbjahre
| Datum      | Fläche (km²) | Einwohner | männlich | weiblich | Dichte (Einw./km²) | Sex Ratio (m*100/w) |
| ---------- | ------------ | --------- | -------- | -------- | ------------------ | ------------------- |
| 31.12.2020 | 39,80        | 46.633    | 23.388   | 23.245   | 1.171,7            | 100,6               |
| 30.06.2021 | 39,80        | 46.786    | 23.469   | 23.317   | 1.175,5            | 100,7               |
| 31.12.2021 | 40,00        | 46.476    | 23.252   | 23.224   | 1.161,9            | 100,1               |
Fortschreibungsergebnisse